# Alexis Raynaud
Alexis Raynaud, född 19 augusti 1994 i Grasse, är en fransk sportskytt.
Raynaud blev olympisk bronsmedaljör i gevär vid sommarspelen 2016 i Rio de Janeiro.